# دبليو دبليو إي تو كي 18
دبليو دبليو إي تو كي 18 (بالإنجليزية: WWE 2K18)‏ هي لعبة فيديو رياضية من إنتاج تو كاي سبورتس، وتطوير يوكز، وهي لعبة مصارعة من سلسلة دبليو دبليو إي 2K لشركة دبليو دبليو إي الشهيرة.

## وصلات خارجية
- دبليو دبليو إي تو كي 18 على موقع دبليو دبليو إي.كوم

- الموقع الرسمي